# 4329
4329（四千三百二十九、よんせんさんびゃくにじゅうきゅう）は、自然数また整数において、4328の次で4330の前の数である。

## 性質
- 4329 は合成数であり、約数は 1, 3, 9, 13, 37, 39, 111, 117, 333, 481, 1443, 4329 である。
  - 約数の和は6916。
- 1/4329 = 0.000231… (下線部は循環節で長さは6)
- 各位の和が18になる279番目の数である。1つ前は4293、次は4338。

## その他 4329 に関すること
- 道重さゆみのモーニング娘。在籍日数。当時歴代メンバー最長であったが、2022年11月10日に譜久村聖と生田衣梨奈に更新された。
- 竹内朱莉のアンジュルム（旧：スマイレージ）在籍日数。歴代メンバー最長である。